# Cripta de San Antolín
La cripta de San Antolín, situada bajo la actual catedral de Palencia (España), es el único resto de la primitiva catedral visigótica construida en la segunda mitad del siglo VII, añadiéndose posteriormente elementos románicos. La cripta está dedicada a San Antolín, mártir, patrón de Palencia. Sus restos se conservan en este lugar al que ha dado nombre.

## Historia y evolución

### Origen

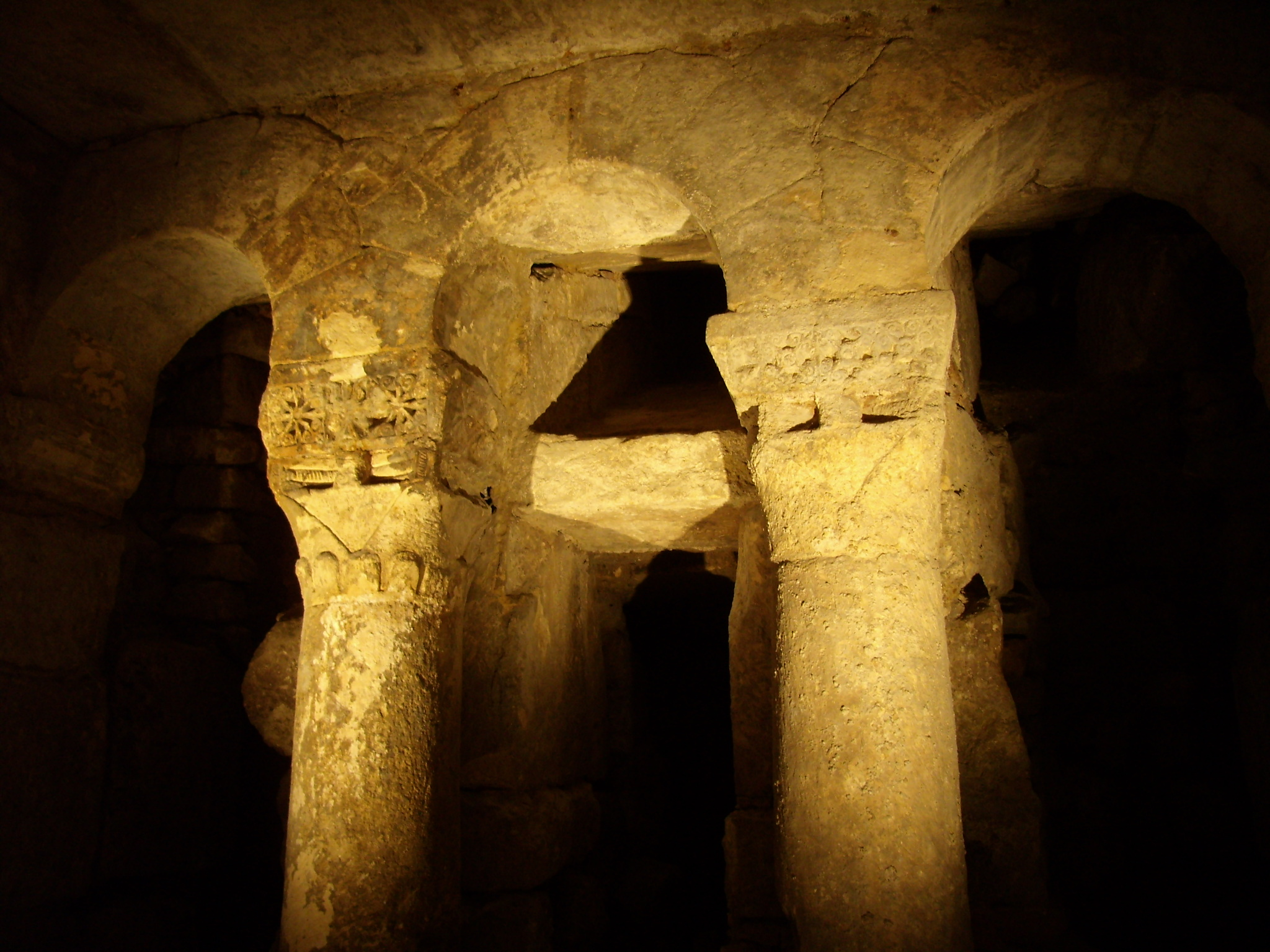
Restos visigodos (8) de la Cripta.

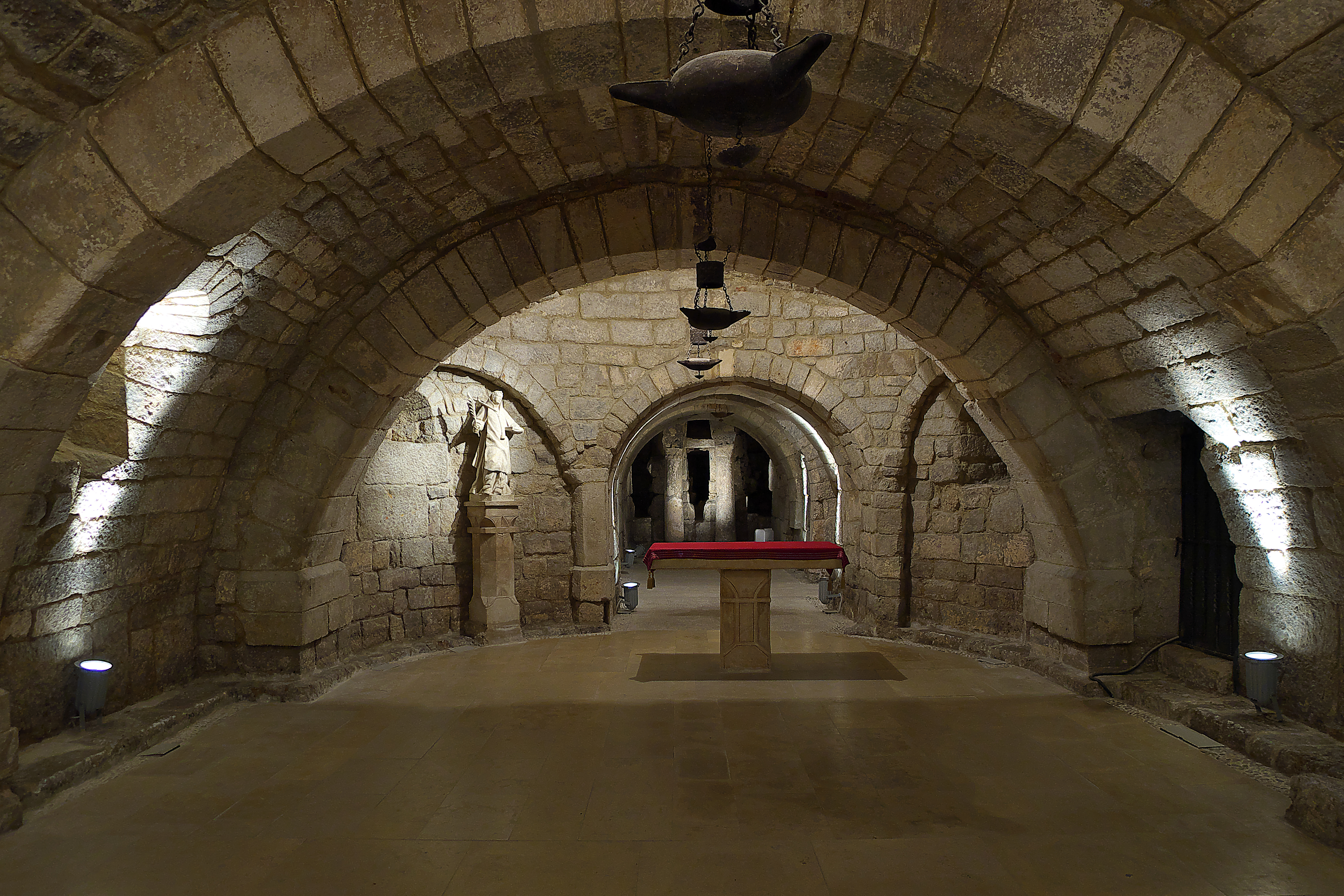
Iglesia prerrománica

En el solar donde se hallan ahora la cripta y la Catedral de Palencia, existió en la antigüedad un templo de culto pagano al que, según los historiadores Juan Agapito y Revilla, Francisco Simón Nieto y otros, habría sucedido uno paleocristiano de época romana, hecho que parece concordar con las huellas romanas existentes en el exterior, al mismo nivel. Frente al templo prerrománico se encuentra la antigua capilla visigótica de mediados del siglo VII, construida durante el reinado de Wamba  para conservar los restos del mártir San Antolín (Antonin de Pamiers), noble galo-visigodo  traído de Narbona a Hispania en 672 o 673 por el propio Wamba. Estos son los únicos restos de la catedral visigoda de Palencia. Así pues, el vestigio más antiguo de culto que se conserva en la actualidad es el fondo de la cripta, edificación que data de mediados del siglo VII. Los restos de Antolín, noble galo-visigodo, santo y mártir, habrían llegado en el cortejo del rey Wamba desde Narbona en el año 673. ¿El mismo Wamba mandaría construir el enterramiento?, algunos historiadores investigan para contestar esta pregunta.
Un arco descentrado conecta el espacio soterraño visigótico con la ampliación románica, con salida al centro del ábside. Para algunos autores, como Helmut Schlunk, la Cripta es el martyrium ( voz latina que significa martirio y también sepultura del mártir).  Por tanto se cree que es el lugar que guarda las reliquias de San Antolín, pero otros historiadores lo dudan.

### Primera restauración
Perdida la diócesis palentina tras la ocupación musulmana, no se restauró hasta que el propio rey Sancho III el Mayor encomendó al obispo de Palencia Poncio la organización de la misma. Según la leyenda, el rey se encontró con las ruinas mientras cazaba un jabalí y recibió la revelación de restaurar la pequeña iglesia.
Recién descubiertas las ruinas visigóticas que abrigaban los restos del mártir, habría sido elegido el lugar como enclave de la sede episcopal. Tras la restauración y ampliación del lugar del martirio, se consagra el nuevo edificio con presencia del Rey y de varios obispos en el año 1035. La investigación arqueológica ha demostrado que la cripta original tenía, además de los restos que pueden verse hoy, otras dependencias adosadas. 

### Incorporación a la catedral
Ya en el siglo XII, se edificó un templo románico, que respetó la parte soterraña de la cripta, añadiéndose posteriormente otras construcciones, tanto románicas como góticas y platerescas, lo que representa la configuración actual de la Catedral de Palencia.

## Descripción
Según Pablo López de Osaba, la cripta se levantó sobre una antigua edificación romana. Lo más antiguo visible de la cripta es la obra visigótica de la segunda mitad del siglo VII. Esta primitiva iglesia se ve ampliada en el siglo XI, en la época del románico temprano y es ejemplo del primer románico castellano. 
La Cripta se encuadra en la "tipología de soterraño". La planta es rectangular, irregular y alargada, de 3x11 m, con cubierta plana. Se levanta sobre varios arcos de herradura transversales, que parten del basamento lateral, como es habitual en los edificios soterraños. El muro este-la cabecera- es el más moderno. Se decora por delante con tres vanos de arcos de herradura visigodos muy pequeños, que descargan en dos columnas con capiteles corintios muy desgastados y basamentos antiguos. Los muros norte y sur tienen puertas con arcos visigodos. 

### Planta
Leyenda de la imagen
- Zona Prerrománica, s XI

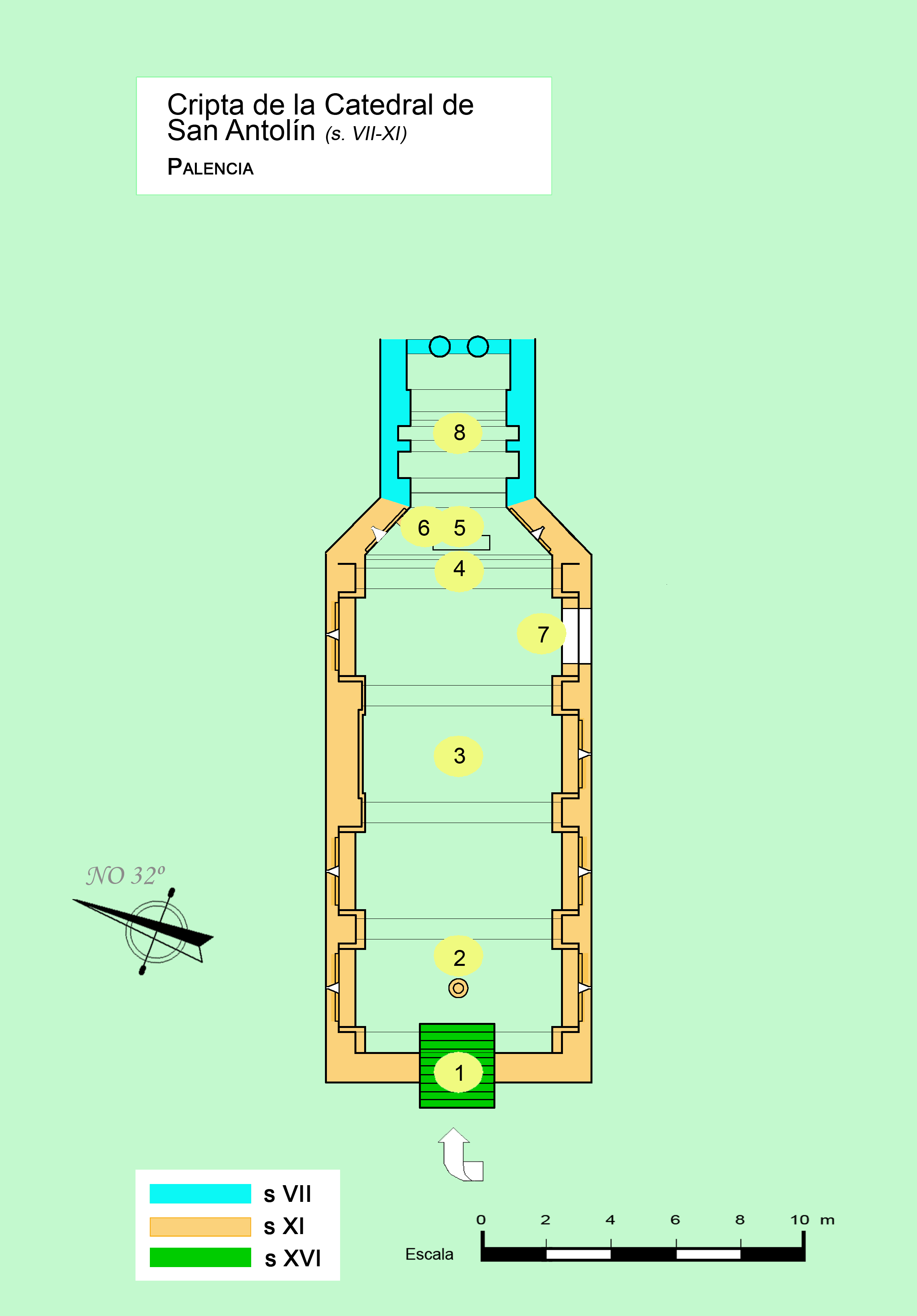
Aprox. a la planta de la cripta de San Antolín.

1. Escalera de acceso al templo, s XVI.
2. Pozo.
3. Nave.
4. Presbiterio.
5. Altar y Ábside.
6. Capilla de San Antolín.
7. Puerta de acceso original, 
clausurada en el s XVI.

- 8. Zona visigótica, s VII

El templo presenta la orientación litúrgica habitual.
Se pueden diferenciar dos áreas:
- La visigótica del s VII, la más oriental, cubierta con bóveda de cañón de medio punto, rematada por un ábside con columnas.
- La prerrománica del s XI, de planta rectangular de nave única, 17 metros de largo por 7 de ancho, de cuatro tramos, cubierta con bóveda de cañón, sostenida por arcos fajones apoyados en gruesos sillares que hacen de pilastras en los muros laterales, rematada por el tramo recto del Presbiterio y el Ábside.

Constituye un ejemplo del prerrománico castellano.
En su construcción se empleó sillería de buena calidad de tamaño variado, bien aparejada. 

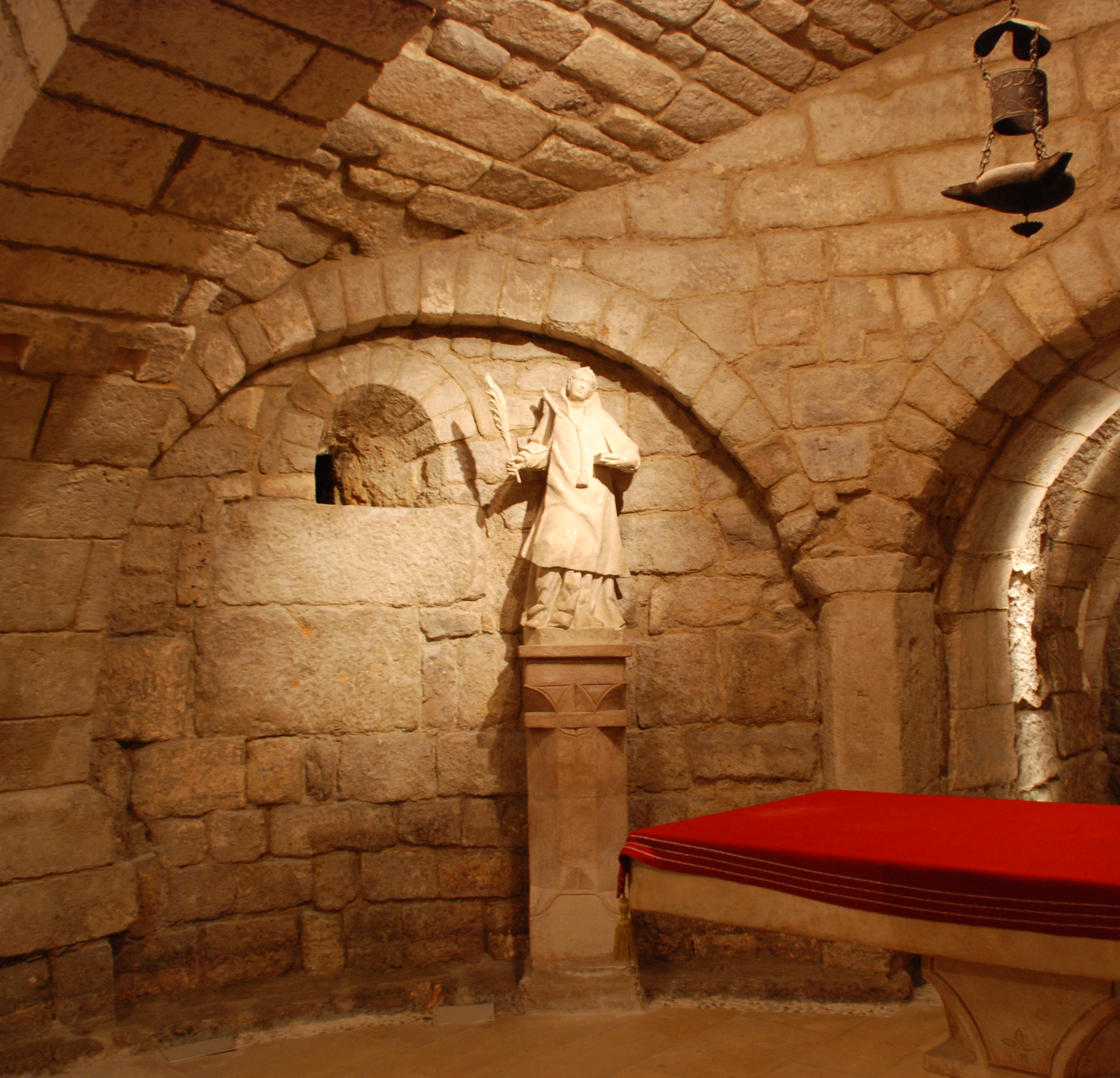
Capilla y estatua de San Antolín.

### Ábside
Zona visigótica (8) del s VII.

Es la parte más oriental de la cripta. Está formada por un corto tramo recto con cubierta en arco de medio punto, rematada por tres vanos con arcos de herradura apoyados en dos columnas reutilizadas de capiteles muy deteriorados, cimacios con decoración geométrica y vegetal y basas antiguas.
 
Un arco doble conecta la zona visigótica con la prerrománica.
Zona prerrománica (4-6) del s XI.

Espacio poligonal con dos arcos fajones y dos ventanas laterales.

El tramo recto del Presbiterio (4), se une a la nave en el primer arco fajón que hace de arco triunfal. 

En el muro noreste se encuentra una estatua de S. Antolín.

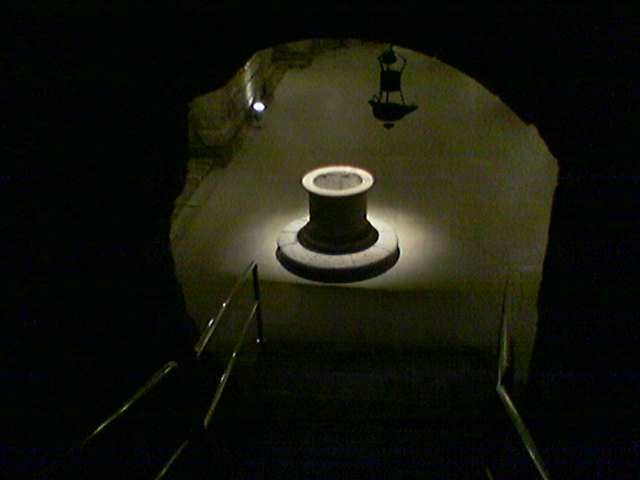
Imagen desde la escalera de entrada a la cripta, donde se aprecia el pozo iluminado.

### Nave
La nave (2) única, de estilo prerrománico (s XI), consta de cuatro tramos con cubierta de bóveda de cañón soportada por arcos fajones de dovelas irregulares apoyados en pilastras sobre plinto corrido. 

Entre los arcos laterales de cada tramo, se sitúan ventanas de medio punto aspilladas y fuertemente abocinadas al interior.

En el tramo del pie de la cripta, frente a la escalera de acceso a la cripta, se conserva un pozo (2) con brocal.
El acceso a la cripta en época medieval se realizaba por una puerta (7) lateral inutilizada en el siglo XVI cuando se construyeron la escalera (1) actual que baja desde el transcoro de la Catedral y el arco de medio punto apoyado en impostas decoradas y jambas lisas.

La decoración de la escalera muestra bajorrelieves del martirio de san Antolín y la leyenda del rey Sancho III el Mayor.
Exenta de todo tipo de decoración, constituye un ejemplo del prerrománico castellano.

### Marcas de cantería
No se han identificado marcas de cantería.

### Modificaciones
Se han realizado diversas modificaciones a la planta original:
- La ampliación prerrománica del siglo XI.
 Hacia 1034, se realizan la reconstrucción y ampliación románicas. La nueva planta rectangular se cubre con una bóveda de cañón, sostenida por cuatro arcos fajones de fina sillería.
- En el s XVI se modificó el acceso.
El acceso exterior de época medieval se realizaba por una puerta lateral, inutilizada en el siglo XVI, cuando se abre la actual entrada por la parte posterior de la catedral y se construye la escalera que baja del trascoro, importante obra de estilo plateresco.
- En 1930 se restauró el suelo de la cripta.
 Se elevó su nivel para evitar las filtraciones de agua que la inundaban. Después de estas obras, el nivel del suelo quedó elevado en tres peldaños.

## Tradición y leyenda

### Contexto histórico
Según San Julián de Toledo, en su Historia excellentissimi regis Wambae y en la Insultatio, el rey Wamba, ungido a la muerte de Recesvinto el 1 de septiembre de 672, tuvo que afrontar en la primavera siguiente una gran rebelión en la Galia Narbonense o Septimania, cuando el duque Paulo le traicionó, haciéndose ungir y coronar rey en Narbona, con gran apoyo del clero. 
Wamba reconquistaría finalmente la provincia rebelde, dejando ver sus cualidades de gran estratega y la propia eficacia de la marina visigoda. El 1 de septiembre de 673, la conquista de Nimes, último reducto de los disidentes, estaba decidida y al día siguiente le sería entregada la ciudad. 
Wamba perdonó la vida de Paulo y los demás condenados, pero -como era costumbre- les hizo sufrir un proceso público de humillación, de manera que entraron de manera oprobiosa en la ciudad de Toledo: a lomos de camellos, cubiertos de harapos y desnudos los pies, con las cabezas decalvadas y las barbas rapadas, llevando Paulo una raspa de pescado a modo de diadema, lo que evidenciaba su traición y ridiculizaba su pretendida corona. 
La tradición local palentina adelanta y confunde la rebelión de Paulo con la coronación de Wamba y la propia llegada de las reliquias del Santo, fundiendo todos estos hechos en torno a los días 1 y 2 de septiembre del año 672. Wamba se habría traído desde Narbona parte de las reliquias del mártir Antolín, príncipe visigodo ejecutado en Toulouse a fines del siglo V. Desde entonces, el día 2 de septiembre se celebra la fiesta del Santo. 
Las reliquias serían depositadas, en presencia del obispo Ascarico, en un lugar sagrado de Palencia capital, aunque con el paso de los años y la invasión musulmana se olvidaron por completo, perdiéndose el culto hasta la restauración de la sede.
Su sucesor, Concordio, tomó posesión de su cargo c. 670. Nada sabemos de los años intermedios, entre 653 y 670. Ningún obispo o delegado suyo representó a Palencia en los concilios celebrados entre los años séptimo y decimoctavo del reinado de Recesvinto. 
En ese ínterin se celebraron dos concilios nacionales: el IX Concilio de Toledo (655) y el X Concilio de Toledo (656). Si bien la sede palentina pudo estar un tiempo vacante, el hecho de que la tradición local ubique a Ascarico en este tardío momento al lado de Wamba y que esta presencia sea factible, nos invita a suponer que Ascarico era aún obispo de Palencia en el 673 o 674, falleciendo poco después. 
En cuanto al por qué Wamba tiene interés en llevar las reliquias de San Antolín hasta Palencia, teniendo en cuenta el carácter itinerante de la corte, hemos de suponer que por esos años la corte visigoda se alojaba allí. La misma respuesta sería válida para la cuestión de la fecha de celebración del Santo, pues el 2 de septiembre, en realidad, se conmemoraba el triunfo de Wamba en Septimania.[cita requerida]
Palencia sería en este momento "capital" del reino visigodo, de ahí la exaltación militar de Wamba en la capital palentina. Lo que no supone abandono de Toledo: en 674, según la Crónica Mozárabe (siglo VIII), Wamba remozó Toledo, levantando unas torrecillas coronadas por estatuas de santos protectores del Reino, como remate de las puertas del recinto amurallado y colocando una lápida con una oración a los santos.

## Caída de Wamba
Las crónicas medievales de la Reconquista cuentan que Wamba fue despojado del poder real el 14 de octubre de 680, víctima de una conjura en la que participaron los obispos hispanos y el propio san Julián de Toledo. El rey, como fue pronto del dominio público, había recibido una pócima con esparteína y creyéndole los magnates en trance de muerte, se le sometió al ceremonial previsto en el Ordo Poenitentiae del Liber Ordinum: se le tonsuró, se le impuso un cilicio, se le trazó una cruz de ceniza sobre el cuerpo y se le inhabilitó para continuar en el trono. Al día siguiente, el conde Ervigio, quien habría urdido la conjura, ocupó el trono y el día 21 era ungido rey.
Las causas de la participación del clero en la conjura asoman en el XII Concilio de Toledo (681). Los obispos estaban resentidos contra el Rey, quien había creado nuevos obispados, en contra de la tradición existente, intromisión que se les hizo intolerable, pues atacaba el fuero eclesiástico. Entre ellos, Wamba había dispuesto la creación de un obispado castrense en el mismo Toledo, lo que habría molestado particularmente a San Julián, obispo primado de Toledo. Pero la creación de tales obispados ha de vincularse con otros sucesos y disposiciones. Los historiadores coinciden en que la ley IX.2.8 de 1 de noviembre de 673 está en el origen de tales hechos. 
La "lex" denunciaba que ni clérigos ni nobles ni pueblo acudían a presentarse al ejército, ni siquiera cuando había ataques en pueblos vecinos. Existían graves penas para castigar la deserción y el incumplimiento militar y, aun así, se faltaba a esta obligación. Wamba dispone que todo individuo que viviera a menos de cien millas del lugar atacado acuda a su defensa, en caso de necesidad, bajo pena de confiscación de bienes. Amenaza al alto clero con el destierro y al bajo clero y a los laicos con la "infamia" (pérdida del derecho a testificar), la servidumbre e incluso la muerte. Hasta los enfermos debían colaborar. Las penas contra los nobles que eludían salir en defensa de su rey en las revueltas internas también eran muy elevadas. La situación era tan grave que la aplicación de esta ley procuró la pérdida de la honra a "casi la mitad" del pueblo visigodo.[cita requerida]
Así pues, en este contexto de victoria y exaltación monumental, de reafirmación de poder soberano y obras pías, de rencor contra una parte del episcopado que le traicionara, contra la población que incumplía insensatamente sus obligaciones militares y contra los nobles que fallaban a su soberano, el rey invadió las competencias exclusivamente religiosas del Aula Regia. 
La gravedad de los sucesos políticos y religiosos explicaría en gran parte el silencio relativo que rodea la llegada de los restos de San Antolín a Palencia. Esta coyuntura y la condición galorromana (cuasi-extranjera) del Santo contribuyen a relegar y silenciar este momento álgido de la historia palentina y, quizás, esté en el origen de la relegación y olvido de su magnífica catedral palentina. En todo caso, no podemos olvidar que San Antolín no figurará en el santoral español.

### Recuperación de la cripta
Según la leyenda, recogida en el cantar de gesta las Mocedades de Rodrigo, estando de caza el rey Sancho III el Mayor le persiguió un jabalí y el monarca se refugió en una hoya situada en el lugar que hoy ocupa la cripta de San Antolín. La fiera lo alcanzó en ella y, cuando el rey se dispuso a alancear al animal, su brazo quedó paralizado, lo que le hizo comprender que estaba en lugar sagrado.
Descubre entonces el Rey la tumba del Santo, cuyo cuerpo incorrupto reposaba en un sarcófago y sobre él, en una hornacina, se encontraba una imagen de la Virgen. Imagen que, con el tiempo, tomaría el nombre de Virgen de San Antolín o Nuestra Señora de San Antolín. Tras este suceso, el rey decidió dedicar al mártir una catedral, que se edificó sobre la cripta, donde también había un pozo, que se conserva hasta la actualidad.

## En la actualidad
En la actualidad, cada 2 de septiembre, día de san Antolín, se abre la cripta para ofrecer el agua de su pozo a los asistentes piadosos, tradición muy arraigada entre los palentinos, recogiendo los fieles en pequeños recipientes el agua considerada milagrosa, mientras transcurre la ceremonia de la Eucaristía. Tras finalizar la misa, se organiza alrededor del templo una procesión del Santo.